# I (groupe)
Pour les articles homonymes, voir I.
I est un groupe de black metal et heavy metal norvégien, originaire de Bergen, Hordaland. Il est composé des membres d’Immortal (Abbath Doom Occulta and Armagedda), d’Enslaved (Arve Isdal, connu aussi sous le pseudonyme d'Ice Dale) et de Gorgoroth (TC King), trois groupes phares de la scène black metal norvégienne. Le groupe est actuellement inactif.

## Biographie
I est formé en 2005 à Bergen, Hordaland. Le premier album du groupe, Between Two Worlds, est sorti le 3 novembre 2006 au Royaume-Uni et le 14 novembre 2006 aux États-Unis chez Nuclear Blast. Les paroles de l'album Between Two Worlds ont été écrites par Demonaz d'Immortal. Sur cet album, le titre Far Beyond The Quiet est un hommage à Quorthon, fondateur du groupe Bathory. Leur seul et unique concert live était au Festival The Hole in the Sky à Bergen le 26 août 2006 : actuellement, aucun autre concert live n'est programmé. En 2007, Abbath annonce l'écriture de nouvelles chansons pour un prochain album sans aucun détail depuis

## Style musical
Le groupe mélange les chants rauques de black metal d'Abbath à un son influencé par le heavy metal traditionnel. Les explosions et certains des traits les plus erratiques du black metal ont aussi été exclus, ce qui donne au groupe un son bien plus porté vers le métal classique. Cependant, les influences du black metal restent évidentes, donnant au groupe un son unique. La musique d'I est fortement influencée par la musique d'Immortal, mais aussi de Motörhead,. Cependant, selon le site officiel du groupe, une de leurs influences majeures est Bathory.

## Membres

### Anciens membres
- Abbath Doom Occulta (Olve Eikemo) – chant, guitare
- Ice Dale – guitare
- King ov Hell – basse
- Armagedda – batterie
- Demonaz Doom Occulta (Harald Nævdal) – paroles